# ماثيو باربر
ماثيو باربر (بالإنجليزية: Matthew Barber)‏ مواليد 10 يناير 1977 في ميسيساغا، أونتاريو، كندا، هو مغني وكاتب غنائي ومغن مؤلف كندي

## وصلات خارجية
- ماثيو باربر على موقع IMDb (الإنجليزية)
- ماثيو باربر على موقع ميوزك برينز (الإنجليزية)
- ماثيو باربر على موقع أول ميوزيك (الإنجليزية)
- ماثيو باربر على موقع ديسكوغز (الإنجليزية)
- الموقع الإلكتروني